# Annibale Bozzuti
Annibale Bozzuti (* 2. Februar 1521 in Montecalvo Irpino bei Neapel; † 6. Oktober 1565 in Chiaia bei Neapel) war ein italienischer Kardinal der Römischen Kirche.

## Leben
Als Angehöriger einer Familie des Neapolitaner Patriziats trat er 1547 als Sprecher der Demonstranten auf, die sich gegen die Einführung der Inquisition durch den Vizekönig Pedro Álvarez de Toledo wandten. Nach der Niederschlagung der Unruhen wurde er mit anderen Anführern von dem Indult ausgeschlossen, das Kaiser Karl V. der Stadt Neapel gewährte, und ging daher ins Exil nach Rom. Verwandtschaftliche Beziehungen mit Alessandro Farnese erleichterten ihm eine Karriere an der Römischen Kurie ebenso wie sein Studium beider Rechte. Mehrfach war er Konklavepräfekt, seit 1556 auch Kammerkleriker.
Nach dem Verzicht Farneses war Bozzuti von 1551 bis 1562 Erzbischof von Avignon, musste das Erzbistum dann aber wieder an Farnese abtreten. Er wurde am 12. März 1565 durch Papst Pius IV., einem Neapolitaner, zum Kardinal erhoben und erhielt San Silvestro in Capite als Titelkirche.
Wenige Monate später starb er in Chiaia, einem Viertel Neapels, an einem Steinleiden. Er wurde in der Kathedrale von Neapel beigesetzt.